# Dick Bruna
Hendrik Magdalenus (Dick) Bruna (Utrecht, 23 augustus 1927 – aldaar, 16 februari 2017) was een Nederlandse grafisch vormgever, tekenaar en schrijver van kinderboeken. Hij werd wereldberoemd met zijn kinderboekjes over nijntje.

## Levensloop
Bruna werd geboren als oudste zoon van de uitgever Abs Bruna (1902-1996). Zijn roepnaam was aanvankelijk Henk. In zijn jeugd was hij wat gezet, daarom noemde zijn moeder hem Dikkie. In de Tweede Wereldoorlog zat het gezin enkele jaren ondergedoken in Loosdrecht, omdat de vader Arbeitseinsatz in Duitsland wilde voorkomen. Na de oorlog vervolgde Bruna zijn middelbareschoolopleiding maar daar stopte hij al snel mee. Het was de bedoeling dat hij in de voetsporen van zijn vader, grootvader en overgrootvader zou treden en uitgever zou worden. Om zich hierop voor te bereiden vertrok Bruna naar Londen en Parijs. In Parijs bezocht hij veelvuldig allerlei musea, wat hem ertoe aanzette om kunstenaar te worden. Toen Bruna naar Nederland was teruggekeerd begon hij daarom aan een studie aan de Amsterdamse Rijksakademie van beeldende kunsten maar daar stopte hij algauw mee. In plaats van bij de uitgeverij A.W. Bruna & Zoon uitgever te worden, ging Bruna er werken als tekenaar van boekomslagen. In 1953 trouwde hij met Irene de Jongh (1933-2022). Zij kregen drie kinderen.
Hij overleed op 16 februari 2017 op 89-jarige leeftijd in zijn woonplaats Utrecht. Hij werd op 22 februari begraven op de begraafplaats Sint Barbara in Utrecht.

## Werken

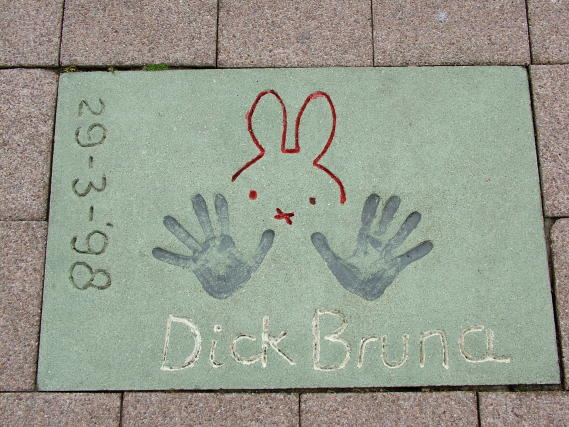
Dick Bruna - Walk of Fame, Rotterdam.

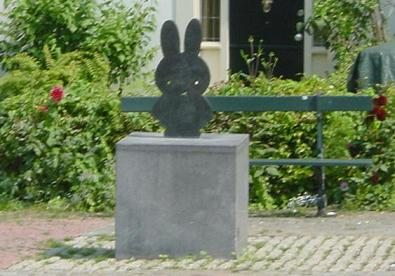
nijntje-standbeeld (1994) op het nijntje pleintje

Dick Bruna begon zijn loopbaan met het ontwerpen van boekomslagen. Tussen 1952 en 1972 ontwierp hij er circa 1800, waaronder veel in de Zwarte Beertjes-reeks, voor de thrillers van de Nederlandse schrijver Havank (Inspecteur Carlier, bijgenaamd De Schaduw) en de schrijvers Georges Simenon (Commissaris Maigret), Leslie Charteris (The Saint), Jean Bruce (OSS 117) en Ian Fleming (James Bond). Ook ontwierp hij affiches, zowel voor de uitgeverij als voor andere instellingen.
In 1953 verscheen zijn eerste kinderboek, de appel. In zijn vele kinderboeken is nijntje het bekendste personage; een wit konijn met menselijke trekken. Het eerste nijntje-boek verscheen in 1955. Op vakantie aan de Nederlandse kust in Egmond aan Zee tekende Bruna voor zijn zoontje dit verhaal, daartoe geïnspireerd door een konijntje dat regelmatig bij het vakantiehuis te zien was. Het totaal van door Bruna gepubliceerde kinderboeken is 124. Bekende hoofdpersonen zijn het varken betje big, de beren boris en barbara en de hond snuffie. Een nieuwere creatie is het koalabeertje ko. Bruna ontwierp ook educatieve boeken over lezen en rekenen, kleuren en geometrische vormen. De boeken zijn herkenbaar aan hun vierkante formaat. Tot 2011 werkte hij dagelijks in zijn atelier in de Utrechtse binnenstad.
Over de belevenissen van nijntje zijn 32 boeken verschenen. Ze zijn in meer dan vijftig talen vertaald, met vooral hoge oplagen in Japan. In latere jaren werd voor nijntje altijd de naam Miffy, Miffi of Mifi gebruikt, maar er zijn in het verleden ook andere namen gebruikt in bijvoorbeeld het Frans (Mouffe, Petit Lapin), Duits (Nientje, Ninchen), Fins (Milla), Zweeds (Lilla Kanin), Afrikaans (Kleintjie, Katryntjie), Tswana (Kleintjie), Sotho (Monyenyane, Mosetsanyana), Tsonga (Ntsongwana), Siswati (Potjana), Venda (Tshituku), Xhosa (Umifi), Papiaments (Nènchi), Arabisch (Naynti), Japans (Usako-chan), Chinees (Mi fei), Turks (Lâle) en Portugees (Coelhinho). De uitgaven die vertaald zijn naar Nederlandse dialecten noemen haar gewoon nijntje.
Voor allerlei onder andere op kinderen gerichte goede doelen ontwierp Bruna affiches en ander promotie-materiaal. Op het Scheveningse strand staan zijn personages als ijkpunten op hoge palen. Dit is kenmerkend voor al Bruna's werk voor kinderen. Hij wil ze een veilige omgeving bieden van waaruit zij zelfstandig op onderzoek en avontuur kunnen gaan.

## Invloeden
Bruna's stijl werd in zijn vroegste periode beïnvloed door ontwerpers en schilders uit de Nederlandse school van de Stijl zoals Bart van der Leck en Gerrit Rietveld, en door de Franse schilders Fernand Léger en Henri Matisse.

## Beschouwingen
Over de vraag hoe het komt dat zijn personages kinderen, ouders en verzorgers zo aanspreken - over de hele wereld - is veel gespeculeerd. Ten eerste is er de absolute eenvoud van zijn tekeningen, de zwarte belijning en de beperkte hoeveelheid primaire en secundaire kleuren. Bruna streeft er altijd naar zo veel mogelijk lijnen weg te laten, en alleen de eenvoudigste, maar meest sprekende essentie over te houden. Daarnaast is ook de manier waarop Bruna ogen tekent van belang. Onder meer nijntje kijkt de kijkende en 'lezende' kinderen altijd vanuit de prent recht in de ogen, ook al is zij bezig met iets in de prent dat haar aandacht toch dringend nodig heeft, zoals fietsen of een bal vangen. Alleen als Dick Bruna zijn figuren van achteren tekent, kijken zij de beschouwer niet recht in de ogen. Opvallend is dat de lijnen die Bruna met zijn penseel trekt rafelig zijn voor wie ze onder een vergrootglas bekijkt. Ze moeten een bepaalde "bibber" hebben zoals hij dat zelf noemt.

Het gaat om een bepaalde bibber (...) Een goede lijn heeft een goede bibber. Maar die goede bibber vind ik wel het allermoeilijkste. In die bibber zit de tekenaar verborgen.
— Dick Bruna

## Merchandising

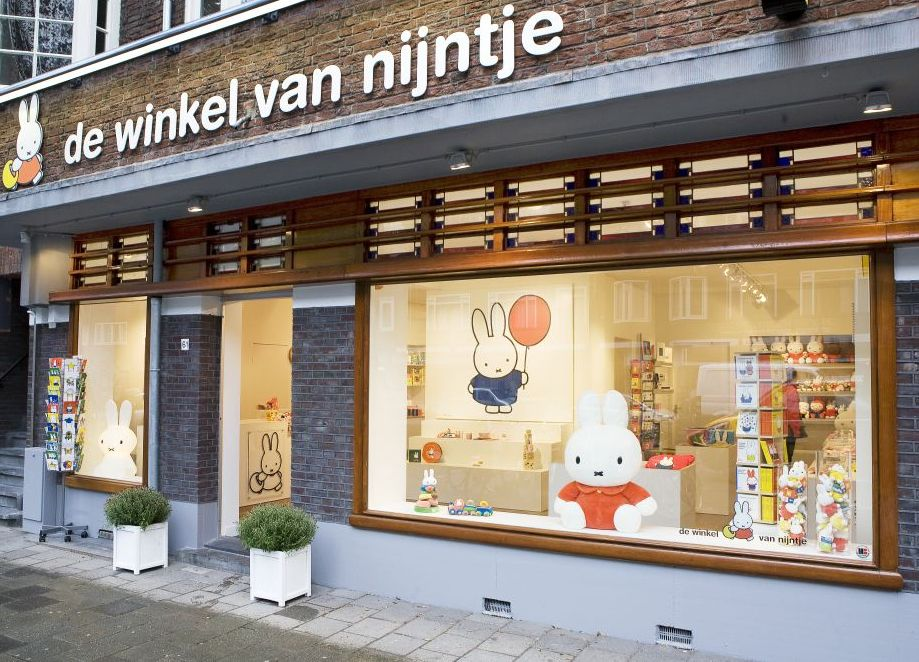
De winkel van nijntje in de Amsterdamse Scheldestraat

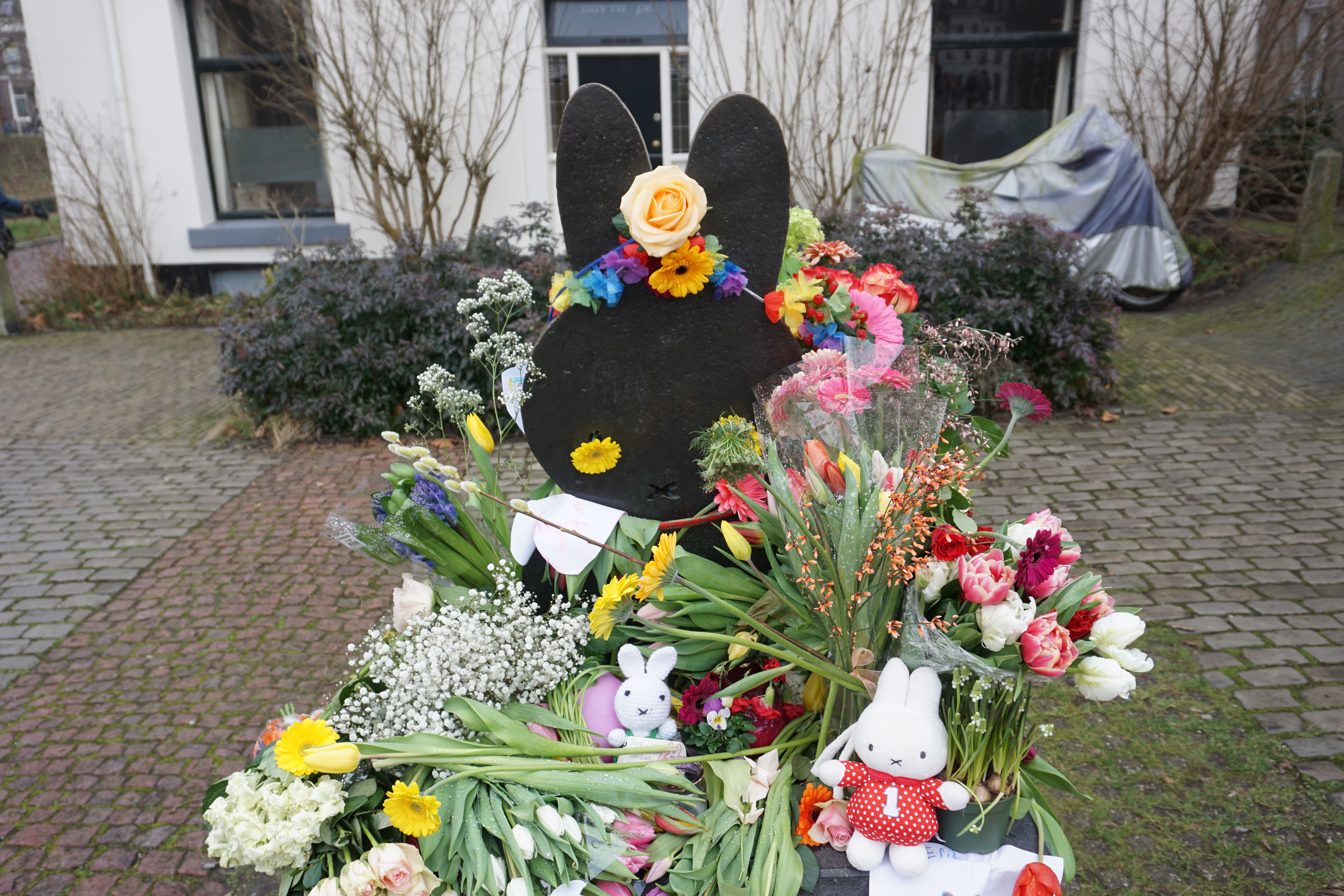
Bloemen op het nijntje pleintje in Utrecht na zijn overlijden

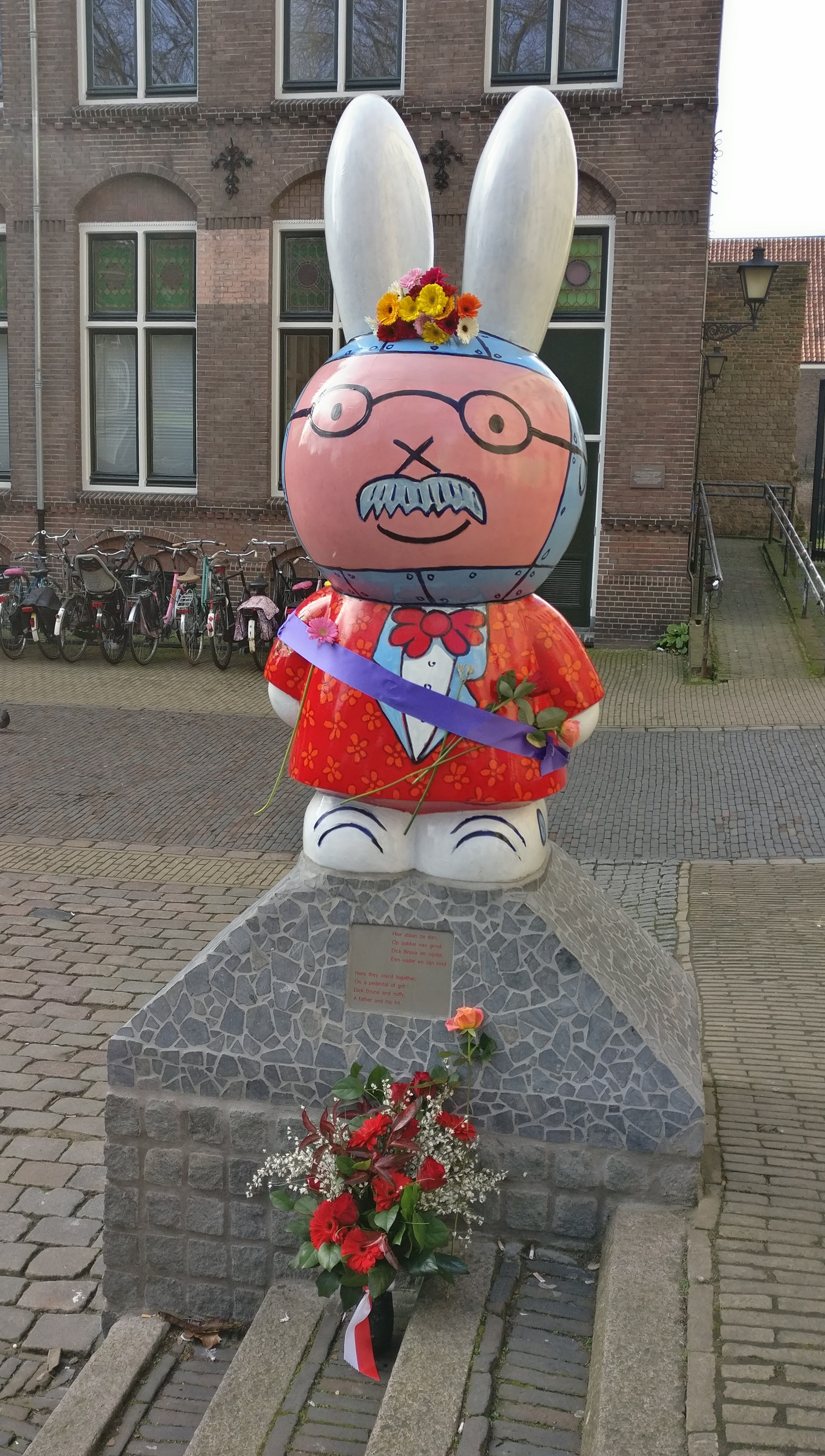
Nijntje standbeeld Mariaplaats na overlijden Dick Bruna

Mede dankzij de wereldwijde merchandising door het in Amsterdam gevestigde bedrijf Mercis bv, opgericht door zijn jeugdvriend de graficus Pieter Brattinga, is Bruna miljonair geworden.
Nijntje-producten worden over de hele wereld verkocht. In Nederland heeft nijntje een eigen winkel: de winkel van nijntje in Amsterdam.

## Publieke erkenning
Dick Bruna werd vele malen onderscheiden en tal van tentoonstellingen werden aan zijn werk gewijd. Nijntje werd de hoofdpersoon in vijf succesvolle kindermusicals, op teksten van Ivo de Wijs en muziek van Joop Stokkermans. Op 18 februari 2006 werd in Utrecht als onderdeel van het Centraal Museum het dick bruna huis geopend. In 2015 werd het omgebouwd tot het nijntje museum; een kindermuseum voor peuters en kleuters. Naast dat er een overzicht te zien is van zijn grafische werk, is het een plaats waar kinderen kunnen komen tekenen en knutselen. Bruna gaf meer dan 7000 objecten in bruikleen. Een selectie daarvan wordt in wisselende tentoonstellingen in het museum gepresenteerd. In september 2015 werd ook het complete atelier van de kunstenaar overgebracht naar de zolder van het Centraal Museum, inclusief de fiets waarop hij tot op hoge leeftijd dagelijks van huis naar dat atelier heen en weer fietste.
Ter gelegenheid van de opening van dit museum werden er een aantal maanden lang verschillende gebouwen in Utrecht (waaronder de Neudeflat) versierd met nijntje-oren. In de zomer van 2007 kreeg Bruna ter gelegenheid van zijn 80e verjaardag de gouden penning van de stad Utrecht.
Bruna gaf in 2011 een selectie van zijn werk in langdurig bruikleen aan het Rijksmuseum Amsterdam. De selectie bestaat uit meer dan 120 werken (pocketcovers, reclamemateriaal en kinderboeken) uit de periode 1953-2007. Op 27 augustus 2015 werd in het Rijksmuseum ter gelegenheid van de zestigste verjaardag van nijntje de tentoonstelling Dick Bruna. Kunstenaar geopend. Er werden ontwerpen getoond van Bruna, collages, prenten, boeken en ander drukwerk, naast werk van Bruna's inspiratiebronnen, waaronder Henri Matisse, Fernand Léger en Hendrik Werkman. Zowel de tentoonstelling als de bijbehorende catalogus zijn van de hand van conservator Caro Verbeek.
In zijn geboorteplaats Utrecht is een straat naar Bruna vernoemd. De Dick Brunasingel is aangelegd in het deelgebied Het Zand/De Veiling in Leidsche Rijn. Eveneens in Utrecht staat aan het begin van de Van Asch van Wijckskade een standbeeld van nijntje op het nijntje pleintje. Het beeld is gemaakt door de zoon van Dick Bruna, Marc Bruna.
Bruna was Commandeur in de Orde van de Nederlandse Leeuw. In 2016 ontving Bruna de Max Velthuijs-prijs voor zijn hele oeuvre.

## Wetenswaardigheden
- In 2004 eindigde Dick Bruna op nr. 67 tijdens de verkiezing van De grootste Nederlander.

## Werk in openbare collecties (selectie)
- Centraal Museum, Utrecht
- Rijksmuseum Amsterdam